# Robert Ashley
Robert Ashley (Ann Arbor, 28 marzo 1930 – Manhattan, 3 marzo 2014) è stato un compositore statunitense.
La sua produzione musicale è particolarmente significativa nell'ambito di un nuovo concetto di opera o teatro musicale.

## Biografia
Robert Ashley ha avuto una formazione universitaria presso l'università del Michigan (Ann Arbor) dove ha lavorato nell'ambito della ricerca psicoacustica. Ha studiato inoltre acustica come ricercatore presso Architectural Research Laboratory nella medesima università.
Ashley è stato uno dei fondatori del ONCE festival (1960-1967), ed è stato direttore del San Francisco Tape Music Center. Dal 1969 al 1981 è stato direttore del Centre for Contemporary Music presso il Mills College (Oakland, California).
Dal 1966 al 1976 è stato membro della Sonic Arts Union, un collettivo di compositori tra i quali David Behrman, Gordon Mumma e Alvin Lucier.
È scomparso nel 2014 all'età di 83 anni a seguito di una cirrosi epatica.

## Le musiche
La produzione musicale più rilevante di Ashley è nel campo del teatro musicale e della video opera. 
Ashley ha scritto un nutrito gruppo di opere a partire dal 1968, ed il ruolo dell'autore è spesso complesso.
Ashley è infatti autore della musica, quasi sempre del libretto, ed è al tempo stesso esecutore. Gli interpreti di questi lavori sono spesso un gruppo di artisti (Robert Ashley Company) che esegue Ashley da molto tempo. Tra questi il pianista texano Blu Gene Tiranny, Tom Hamilton che realizza l'orchestra elettronica/MIDI, le cantanti Jacqueline Humbert e Joan La Barbara, i cantanti Sam Ashley e Thomas Bruckner.
Robert Ashley è anche autore di composizioni di musica elettronica, strumentale, con o senza voce, non specificamente pensate per la rappresentazione teatrale o per il mezzo televisivo. 
Questi lavori sono stati scritti ed ideati soprattutto nella prima fase creativa di Ashley. Successivamente la sua produzione musicale si è particolarmente focalizzata sulla produzione di
video/teatro musicale.
È importante sottolineare che nella produzione ashleyiana non si riconosce una differenziazione tra musiche strumentali/elettroniche e musiche per il teatro: alcuni lavori per il teatro o per il video sono poi stati successivamente adattati alle performance concertistiche.
Molte opere di Robert Ashley sono state pubblicate dall'etichetta Lovely Music, fondata nel 1978 da Mimi Johnson.

## Stile compositivo
La produzione musicale di Ashley fino al 1976, anno in cui esce Music with the Root in aether, è caratterizzata da una ricerca sonora e performativa che si inserisce nelle vicende della musica sperimentale americana. Successivamente Ashley inizia un lungo periodo creativo che arriva fino ai giorni nostri, principalmente caratterizzato dalla produzione di lavori di teatro musicale assolutamente innovativo.
Robert Ashley potrebbe essere considerato uno dei primi compositori che pensa ad una nuova concezione dell'opera americana. Il lavoro principale in questa direzione è Perfect Lives (1976), un'opera esplicitamente pensata per il mezzo televisivo. In questo lavoro, come in altri, elementi quali l'utilizzo poliedrico della voce, dell'inglese-americano parlato, delle strutture vocali e fonetiche delle lingue stesse sono ingredienti fondamentali. È interessante notare come negli stessi anni, altri tentativi in tal senso siano stati fatti ad esempio da Philip Glass con Einstein on the Beach (1976).
Nelle opere di Ashley è determinante il rapporto con le tecnologie, quella sofisticata dell'elettronica "colta", dell'orchestra midi, ecc, e quella invece più semplice del microfono e, soprattutto, della televisione.

### Le opere
- in memoriam...KIT CARSON (1963)
- That Morning Things (1968)
- Music with Roots in the Aether (1976)
- Perfect Lives (1978)
- Atalanta (Acts of God) (1984)
- Scenes on the Raft of Babel (1983-1985)
- Now Eleonors Idea (tetralogia, 1988-1994)
  - Now Eleanor's Idea (1988)
  - Improvment (1992)
  - eL/Aficionado (1994)
  - Foreign Experiences (1994)
- Balseros (1997)
- Your Money My Life Goodbye (1998)
- Dust (1998)
- Celestial Excursions (2003)
- Concrete (2006)
- Quicksand (2008) - work in progress

### Musiche strumentali/elettroniche
- Piano Sonata (Christopher Columbus), per pianoforte (1959)
- The Fourth of Julyper nastro magnetico (1960)
- Something for Clarinet, Pianos and Tape, per clarinetto, pianoforti e nastro magnetico, (1961)
- Quartet, per un numero indefinito di strumenti ad arco o fiati, (1961)
- Maneuvers for Small Hands, per pianoforte (1961)
- Trios (White on White) (1963) opera aperta per uno o più esecutori[4]
- In Memoriam... Crazy Horse (symphony)  per 20 o più archi o strumenti a fiato (1963)
- In Memoriam... Esteban Gomez (quartet)  per quattro esecutori (1963)
- In Memoriam... John Smith (concerto) per tre esecutori (1963)
- In Sara, Mencken, Christ and Beethoven There Were Men and Woman. Per voce ed elettronica (1972). In collaborazione con Paul DeMarinis, testo di John Barton Wolgamot.[5]
- Automatic Writing, per voce ed elettronica (1979)
- Tap Dancing in the Sand, per voce sola (1982)
- Music Word Fire And I Would Do It Again Coo Coo: The Lessons, per voce e strimenti elettronici (1981)
- Basic 10, per rullante, 1988
- Problems in the Flying Saucer, per due voci (1988)
- Superior Seven, per flauti, orchestra midi e coro (1988)
- The Producer Speaks per voce e pianoforte (1991)
- Tract (1992)
- Van Cao's Meditation, per pianoforte (1992)
- Yellow Man with Heart with Wings, per voce e nastro (1990)
- Outcome Inevitable, per orchestra da camera (1991)
- Factory Preset, per nastro magnetico (1993)
- When Famous Last Words Fail You, per voce e orchestra (1997)

### Electronic Theater
- Public Opinion Descends Upon The Demonstrators (1961)[6]
- The Lecture Series (1964)
- Unmarked Interchange (1965)
- Orange Dessert (1965)
- Night Train (1966)
- The Wolfman Motorcity Revue (1968)
- Trial of Anne Opie Wehrer and Unknown Accomplices for Crimes Against Humanity (1968)
- Purposeful Lady Slow Afternoon (1968)
- Your move I Think (1974)[7]

### Interviste
- (EN) Conversazione tra Robert Ashley e Thomas More, su research.umbc.edu.
- (EN) NewMusicBox: Conversazione tra  Robert Ashley e Frank J. Oteri, marzo 13, 2001, su newmusicbox.org. URL consultato il dicembre 5, 2006 (archiviato dall'url originale il 1º ottobre 2006).
- (EN) Intervista a Robert Ashley di Teresa Stern, su furious.com.
- (EN) Intervista a Robert Ashley di M.Fahres, 1995, su omroep.nl. URL consultato il 6 gennaio 2007 (archiviato dall'url originale il 29 settembre 2006).
- (EN) Art, Performance, Media: 31 Interviews Di Nicholas Zurbrugg (1991), su books.google.com.

### Ascolto
- NewMusicJukeBox.org: When Famous Last Words Fail You, frammento, su newmusicjukebox.org (archiviato dall'url originale il 3 gennaio 2007).

### Video
- (EN) 'Four American Composers', (1983) un documentario di Peter Greenaway in quattro parti, ciascuna dedicata ad un compositore statunitense (Philip Glass, Mererdith Monk, John Cage e Robert Ashley).

### Materiali

#### Opere
- (EN) Materiale di "Music with Roots in the Aether, su people.wcsu.edu.
- (EN) Materiale di "Music with Roots in the Aether, su mfj-online.org.
- Sinopsi in italiano di "Perfect Lives", su myword.it. URL consultato il 18 ottobre 2013 (archiviato dall'url originale il 19 ottobre 2013).
- (EN) Presentazione di alcune opere di Ashley (Perfect Lives, Atalanta strategy) sul sito di The Kitchen, su thekitchen.org. URL consultato il 5 gennaio 2007 (archiviato dall'url originale il 1º ottobre 2006).
- (EN) Una scheda molto dettagliata su "Perfect Lives", su fridericianum-kassel.de. URL consultato il 6 dicembre 2006 (archiviato dall'url originale il 28 settembre 2007).
- (EN) Materiale su "Dust", su aac.pref.aichi.jp. URL consultato il 6 gennaio 2007 (archiviato dall'url originale il 5 maggio 2007).
- (EN) Frammento ("No Legs") della partitura di "Dust", su newmusicbox.net. URL consultato il 6 dicembre 2006 (archiviato dall'url originale il 29 settembre 2007).
- (EN) Review di Howard Moscovitz su "Celestial Excursions", su electro-music.com.
- (EN) Fotografie di scena, su robertashley.org. URL consultato il 10 gennaio 2007 (archiviato dall'url originale il 28 settembre 2007).
- (EN) Dust e Concrete, Ferrara/Aterforum Festival 2008, 6 e 8 giugno, 2008, su robertashley.org. URL consultato il 6 agosto 2008 (archiviato dall'url originale il 6 settembre 2008).

#### Recensioni
- (EN) Articolo di Kyle Gann sul Village Voice a proposito dell'opera "Dust", su villagevoice.com. URL consultato il 6 dicembre 2006 (archiviato dall'url originale il 1º gennaio 2007).
- (EN) Recensione sul new York Times di Atalanta, su query.nytimes.com.
- (EN) sulla prima di Concrete@La MaMa, 2006, su interpretations.info. URL consultato il 21 maggio 2007 (archiviato dall'url originale il 30 settembre 2007).
- (EN) recensione di Celestian Excursions, Marc Medwin, Dusted, su dustedmagazine.com. URL consultato il 20 marzo 2007 (archiviato dall'url originale il 30 settembre 2007).

#### Varie
- (EN) Biografia di Robert Ashley su Groove Music, su oxfordmusiconline.com.
- (EN) Profilo di Robert Ashley nell'University of Akron Bierce Library Composer Profile, su www3.uakron.edu. URL consultato il 6 dicembre 2006 (archiviato dall'url originale il 6 febbraio 2007).
- (FR) Profilo di Robert Ashley su neospheres, su neospheres.free.fr.
- (EN) recensione del concerto del 7/12/1997 della American Composer Orchestra (ACO) nel quale è stato eseguito in prima assoluta When Famous Last Words Fail You, su americancomposers.org.
- (EN) recensione dell'album Wolfman uscito per l'etichetta Alga Margen, Matt Wellins, Dusted, su dustedmagazine.com. URL consultato il 20 marzo 2007 (archiviato dall'url originale il 30 settembre 2007).
- (EN) recensione del CD del Relâche Ensemble in cui compare Outcome Inevitable, su answers.com.
- (EN) recensioni di alcuni dischi di lavori di ashley apparsi per la Lovely Music, su users.globalnet.co.uk.
- (EN) suProblems in the Flying Saucer, NYT (2007), su query.nytimes.com.
- (EN) Una breve scheda su Purposeful Lady Slow Afternoon, su waggish.org. URL consultato il 21 giugno 2007 (archiviato dall'url originale il 15 marzo 2007).
- Recensione sul quotidiano Il Manifesto delle prime italiane di Dust e Concrete, Aterforum 08 - 6 e 8 giugno 2008, Teatro comunale di Ferrara, su ilmanifesto.it. URL consultato il 23 giugno 2008 (archiviato dall'url originale il 13 giugno 2008).

### Saggi
- (EN) Saggio di James Wierzbicki su "Perfect Lives" apparso sul St. Louis Post-Dispatch, 13 ottobre 1991, su pages.sbcglobal.net. URL consultato il 6 dicembre 2006 (archiviato dall'url originale il 17 dicembre 2006).
- (EN) Saggio di Arthur J. Sabatini su PAJ dal titolo "Robert Ashley: Defining American Opera", su mitpressjournals.org.
- (EN) Testo dell'intervento di Robert Ashley "The Future of the Music, aprile 2000, University of California - san Diego, su zsearch.org.
- Saggio di Ilaria Scola su Celestian Excursion dal titolo "Due nuove opere americane: Celestial Excursions e The Temptation of St. Anthony", su boll900.it.
- Saggio di Pietro Valle in occasione dell'anteprima europea di "Celestian Excursion" alla Biennale Musica di Venezia del 2006, su architettura.supereva.com.
- (EN)  Nicholas Zurbrugg - Art, Performance, Media: 31 Interviews pagg. 35 - Disponibile su http://books.google.com/

| Controllo di autorità | VIAF (EN) 86848770 · ISNI (EN) 0000 0001 1682 2947 · SBN SBLV286070 · Europeana agent/base/148309 · ULAN (EN) 500351366 · LCCN (EN) n87814175 · GND (DE) 121158519 · BNE (ES) XX1135317 (data) · BNF (FR) cb139518865 (data) · J9U (EN, HE) 987007379318105171 |